# Падріла
Па́дріла (рос. Падрила) — село в Кіровському районі Ленінградської області, Росія.